# Stantonia annulicornis
Stantonia annulicornis är en stekelart som beskrevs av Günther Enderlein 1921. Stantonia annulicornis ingår i släktet Stantonia och familjen bracksteklar. Inga underarter finns listade i Catalogue of Life.